# Immaturi - Il viaggio
Immaturi - Il viaggio è un film del 2012 diretto da Paolo Genovese, sequel di  Immaturi del 2011.

## Trama
Dopo aver superato nuovamente gli esami di maturità Lorenzo, Luisa, Francesca, Piero, Virgilio, Giorgio, Marta ed Eleonora decidono di partire per il viaggio che non erano riusciti a fare vent'anni prima, verso l'isola di Paros in Grecia.
Giorgio e Lorenzo, arrivati in anticipo sull'isola, incontrano due ragazze spagnole: Giorgio ci prova con Anna, una delle due, per mettersi alla prova e dimostrare a se stesso di poter resistere a qualsiasi tentazione, ma alla fine cede e ha un rapporto sessuale con lei; a fine serata, per evitare guai con la sua fidanzata Marta, mente ad Anna e dice di chiamarsi Lorenzo. Il vero Lorenzo, invece, non cede al fascino dell'altra ragazza, ma si sente in colpa nei confronti della sua compagna Luisa; Giorgio però gli impone di star zitto. Dopo un paio di giorni Lorenzo confessa l'accaduto, ma Luisa lo perdona subito; tuttavia la donna, insieme a Marta, rintraccia le due spagnole. Anna rivela quindi di aver davvero fatto sesso con uno dei due uomini, ma di non sapere che egli fosse sposato; inoltre lo chiama Lorenzo, inducendo Luisa a credere che il bugiardo sia il suo fidanzato. Furiosa, Luisa rifiuta la proposta di matrimonio di Lorenzo e i due si separano finché Giorgio non spiega la verità. Luisa chiede scusa a Lorenzo, mentre Marta crede che Giorgio abbia detto una bugia per far riappacificare i due amici.
Piero, intanto, mente alla fidanzata Sonia dicendo di dover partire per la Grecia con gli inesistenti moglie e figlio, allo scopo di tornare single e potersi divertire in vacanza. In Grecia conosce Gloria, una ragazza molto in sintonia con lui; all'inizio dice anche a lei di avere famiglia, ma dopo una notte di sesso capisce che lei gli piace davvero e le spiega la situazione: la donna gli crede e i due iniziano una relazione. Quando Sonia, a sorpresa, lo raggiunge a Paros, Piero è costretto a organizzare una messinscena fingendo che un bambino dell'isola sia suo figlio. In questo modo, però, salterà un importante appuntamento con Gloria: il giorno dopo le due donne ripartono, e trovandosi insieme a salutarlo comprendono l'imbroglio.
Virgilio, per un equivoco, si ritrova a scambiare SMS con una donna sconosciuta, che tenta di sedurre con l'aiuto di Eleonora. Questa ha un tumore al seno, ma ignora i messaggi dei medici poiché teme che non sia operabile; per lo stesso motivo, pur finendo per innamorarsi di Virgilio, lo spinge a conoscere la donna misteriosa e a impegnarsi perché l'appuntamento vada bene. Anche Virgilio si scopre innamorato dell'amica, ma lei lo scaccia per evitargli di stare accanto a una persona malata; il ragazzo si reca quindi all'incontro con la donna misteriosa, ma al suo posto trova Carlo, il marito di lei: l'uomo gli chiede di frequentare sua moglie per mettere alla prova il loro matrimonio, ma Virgilio rifiuta. Tornato da Eleonora le dice di amarla indipendentemente dal tumore, ed ella gli rivela di aver chiamato l'ospedale: il tumore è operabile e lei ha accettato le cure.
Mentre tutti gli amici sono alle prese con le loro avventure Francesca, che ha impedito al fidanzato Ivano di accompagnarla poiché il ragazzo non faceva parte del gruppo di compagni di classe, si sente sola e trascurata dagli altri; la ragazza sviluppa quindi una forma di cleptomania che la porta a compiere involontari furtarelli. Accortisi della malinconia provocata alla loro amica, tutti gli altri si autoaccusano di un furto da lei commesso e vengono messi in prigione. Parlando loro dalla grata della cella, Francesca chiede loro perdono; a questo punto tutti gli amici hanno modo di chiarirsi: Lorenzo chiede a Luisa di sposarlo; Giorgio rivela a Marta di averla davvero tradita, ma la donna confessa a propria volta di averlo tradito due anni prima. Nel frattempo Ivano sbarca a Paros per fare una sospresa a Francesca, ma anche lui viene arrestato per il furto da lei commesso; nel vederlo Francesca è felicissima e capisce di aver commesso un errore a non farlo venire fin dall'inizio. Alla fine delle loro avventure i protagonisti si scoprono cambiati, ma ancora immaturi.

## Difformità
Nel primo film Piero è fidanzato con Cinzia (Giulia Michelini), con la quale si riappacifica alla fine dicendole che lascerà sua moglie. Nel secondo film invece, che è la continuazione del primo, ambientato quindi nei giorni successivi alla maturità, Piero è fidanzato con Sonia (Lucia Ocone).
Inoltre, Giorgio e Marta nel primo film non risultano essere ancora sposati (una domanda ricorrente della madre di lui è, infatti, quando si sarebbero sposati). Nel secondo, invece, viene sostenuto il contrario.

## Distribuzione
Il film è uscito nelle sale il 4 gennaio 2012 ed ha ottenuto un grande successo di pubblico, come dimostra l'incasso che - alla fine del trimestre - è di 11.812.995 Euro. Il film viene distribuito in DVD da giugno 2012.

## Colonna sonora
La colonna sonora originale del film è firmata da Andrea Guerra, già noto per importanti colonne sonore di film sia italiani che internazionali. Come per il film precedente, ai temi di Guerra si alternano i brani di repertorio, dai più classici come L-O-V-E e Call me (quest'ultima nella rivisitazione di Skye, voce storica dei Morcheeba), Carry You Home di James Blunt, Suddenly I see di KT Tunstall e Mad about you degli Hooverphonic, ai più singolari e meno noti Bimpè e Bibankè di Aṣa e All love di Ingrid Michaelson.
Daniele Silvestri ha dato il suo originale contributo scrivendo ed interpretando appositamente il brano Il Viaggio (pochi grammi di coraggio), contenuto nella versione speciale di S.C.O.T.C.H., ultima fatica dell'autore romano.
Il CD della colonna sonora è uscito il 12 gennaio 2012 su etichetta Edel Music.
Le tracce contenute nel disco sono le seguenti:
1. Daniele Silvestri – Il viaggio (pochi grammi di coraggio)
2. Skye – Call Me
3. Cristina Bongiovi – L-O-V-E
4. James Blunt – Carry You Home
5. KT Tunstall – Suddenly I See
6. Good Charlotte – I Just Wanna Live
7. Margherita Vicario – Beach upon the moon
8. Ingrid Michaelson – All love
9. Aṣa – Bibanke
10. Hooverphonic – Mad About You
11. Aṣa – Bimpè
12. Andrea Guerra – Pronti a partire
13. Andrea Guerra – L'altalena
14. Andrea Guerra – Il gioco delle parti
15. Andrea Guerra – I dubbi del cuore
16. Andrea Guerra – Incontri casuali
17. Andrea Guerra – Confidenze
18. Andrea Guerra – Il cocomero
19. Andrea Guerra – Kalimera